# Classements de la saison 2015 de NCAA (football américain)
Trois sondages relatifs à la saison 2015 de Division 1 FBS (Football Bowl Subdivision) de football américain universitaire sont reconnus par la NCAA même si de nombreux autres sondages sont publiés dans divers médias. 
Contrairement à la plupart des autres sports, l'organe directeur de la NCAA ne décerne pas un titre de champion national au terme de la saison régulière. Ce titre est décerné par une ou plusieurs agences de sondages (les polls) ce qui explique que par le passé plusieurs équipes différentes pouvaient être déclarées championnes pour une même saison. Deux des principaux organismes de sondage, l'AP Poll et le Coaches'Poll, commencent à publier leurs classements avant le début de la saison et le font ensuite après chaque semaine de compétition.
Depuis la saison passée, un 3e classement est réalisé à partir de la mi-saison (après la 8e semaine de compétition) : le College Football Playoff (CFP). En effet, la saison régulière sera, pour la 2e année consécutive, suivie d'un système de playoffs regroupant quatre équipes. Ce système remplace l'ancien système du BCS Bowl Championship Series. Après la dernière semaine de saison régulière (le 6 décembre 2016), le comité du CFP dévoilera le classement final de la Div. 1 du FBS. Ce classement détermine les quatre équipes qui participeront aux playoffs menant à la grande finale nationale du 11 janvier 2016 dans l'University of Phoenix Stadium de Phoenix en Arizona. Il désigne également les équipes qui participeront aux 4 autres bowls majeurs n'accueillant pas les demi-finales du CFP.

## Légende
|       |  | Monte dans le classement                                                    |
|       |  | Descend dans le classement                                                  |
|       |  | Même classement que le w-e précédent                                        |
|       |  | Sélectionné pour le College Football Playoff                                |
|       |  | Champion National                                                           |
| (#–#) |  | Matchs (Gagnés-Perdus)                                                      |
| (x)   |  | Nombre de vote de 1re place                                                 |
| ≈     |  | A égalité avec l'équipe possédant le même symbole (du dessus ou du dessous) |

## Classements CFP[3]
| C.F.P.                 | Sem. 10 3 novembre      | Sem. 11 10 novembre                | Sem. 12 17 novembre           | Sem. 13 24 novembre               | Sem. 14 1er décembre                           | Sem. 15 (Final) 7 décembre | Saison 2015 |
| ---------------------- | ----------------------- | ---------------------------------- | ----------------------------- | --------------------------------- | ---------------------------------------------- | -------------------------- | ----------- |
| 1                      | Clemson (8-0)           | Clemson (9-0)                      | Clemson (10-0)                | Clemson (11-0)                    | Clemson (12-0)                                 | Clemson (13-0)             | 1           |
| 2                      | LSU (7-0)               | Alabama (8-1)                      | Alabama (9-1)                 | Alabama (10-1)                    | Alabama (11-1)                                 | Alabama (12-1)             | 2           |
| 3                      | Ohio State (8-0)        | Ohio State (9-0)                   | Ohio State (10-0)             | Oklahoma (10-1)                   | Oklahoma (11-1)                                | Michigan State (12-1)      | 3           |
| 4                      | Alabama (7-1)           | Notre Dame (8-1)                   | Notre Dame (9-1)              | Iowa (11-0)                       | Iowa (12-0)                                    | Oklahoma (11-1)            | 4           |
| 5                      | Notre Dame (7-1)        | Iowa (9-0)                         | Iowa (10-0)                   | Michigan State (10-1)             | Michigan State (11-1)                          | Iowa (12-1)                | 5           |
| 6                      | Baylor (7-0)            | Baylor (8-0)                       | Oklahoma State (10-0)         | Notre Dame (10-1)                 | Ohio State (11-1)                              | Stanford (11-2)            | 6           |
| 7                      | Michigan State (8-0)    | Stanford (8-1)                     | Oklahoma (8-1)                | Baylor (9-1)                      | Stanford (10-2)                                | Ohio State (10-0)          | 7           |
| 8                      | TCU (8-0)               | Oklahoma State (9-0)               | Florida (9-1)                 | Ohio State (10-1)                 | Notre Dame (10-2)                              | Notre Dame (10-2)          | 8           |
| 9                      | Iowa (8-0)              | LSU (7-1)                          | Michigan State (9-1)          | Stanford (9-2)                    | Florida State (10-2)                           | Florida State (10-2)       | 9           |
| 10                     | Florida (7-1)           | Utah (8-1)                         | Baylor (8-1)                  | Michigan (9-2)                    | North Carolina (11-1)                          | North Carolina (11-2)      | 10          |
| 11                     | Stanford (7-1)          | Florida (8-1)                      | Stanford (8-2)                | Oklahoma State (10-1)             | TCU (10-2)                                     | TCU (10-2)                 | 11          |
| 12                     | Utah (7-1)              | Oklahoma (8-1)                     | Michigan (8-2)                | Florida (10-1)                    | Baylor (9-2)                                   | Ole Miss (9-3)             | 12          |
| 13                     | Memphis (8-0)           | Michigan State (8-1)               | Utah (8-2)                    | Florida State (9-2)               | Ole Miss (9-3)                                 | Northwestern (10-2)        | 13          |
| 14                     | Oklahoma State (8-0)    | Michigan (7-2)                     | Florida State (8-2)           | North Carolina (10-1)             | Northwestern (10-2)                            | Michigan (9-3)             | 14          |
| 15                     | Oklahoma (7-1)          | TCU (8-1)                          | LSU (7-2)                     | Navy (9-1)                        | Michigan (9-3)                                 | Oregon (9-3)               | 15          |
| 16                     | Florida State (7-1)     | Florida State (7-2)                | Navy (8-1)                    | Northwestern (9-2)                | Oregon (9-3)                                   | Oklahoma State (10-2)      | 16          |
| 17                     | Michigan (6-2)          | Mississippi State (7-2)            | North Carolina (9-1)          | Oregon (8-3)                      | Oklahoma State (10-2)                          | Baylor (9-3)               | 17          |
| 18                     | Ole Miss (7-2)          | Northwestern (7-2)                 | TCU (9-1)                     | Ole Miss (8-3)                    | Florida (10-2)                                 | Houston (12-1)             | 18          |
| 19                     | Texas A&M (6-2)         | UCLA (7-2)                         | Houston (10-0)                | TCU (9-2)                         | Houston (11-1)                                 | Florida (10-3)             | 19          |
| 20                     | Mississippi State (6-2) | Navy (7-1)                         | Northwestern (8-2)            | Washington State (8-3)            | USC (8-4)                                      | LSU (8-3)                  | 20          |
| 21                     | Northwestern (6-2)      | Memphis (8-1)                      | Memphis (8-2)                 | Mississippi State (8-3)           | LSU (8-3)                                      | Navy (9-2)                 | 21          |
| 22                     | Temple (7-1)            | Temple (8-1)                       | Ole Miss (7-3)                | UCLA (8-3)                        | Temple (10-2)                                  | Utah (9-3)                 | 22          |
| 23                     | UCLA (6-2)              | North Carolina (8-1)               | Oregon (7-3)                  | Utah (8-3)                        | Navy (9-2)                                     | Tennessee (8-4)            | 23          |
| 24                     | Toledo (7-0)            | Houston (9-0)                      | USC (7-3)                     | Toledo (9-1)                      | Utah (9-3)                                     | Temple (10-3)              | 24          |
| 25                     | Houston (8-0)           | Wisconsin (8-2)                    | Wisconsin (8-2)               | Temple (9-2)                      | Tennessee (8-4)                                | USC (8-5)                  | 25          |
|                        | Sem.10 3 novembre       | Sem. 11 10 novembre                | Sem. 12 17 novembre           | Sem. 13 24 novembre               | Sem. 14 1er décembre                           | Sem. 15 (Final) 7 décembre |             |
| Sortis du classement : | Sortis du classement :  | Mississippi State Texas A&M Toledo | Mississippi State UCLA Temple | LSU Houston Memphis USC Wisconsin | Washington State Mississippi State UCLA Toledo | -                          |             |

## Classements AP Poll
| A.P.                   | Présaison 23 août      | Sem. 1 8 septembre               | Sem. 2 13 septembre                              | Sem. 3 20 septembre      | Sem. 4 27 septembre                      | Sem. 5 4 octobre                          | Sem. 6 11 octobre     | Sem. 7 18 octobre             | Sem. 8 25 octobre       | Sem. 9 1er novembre     | Sem. 10 8 novembre        | Sem. 11 15 novembre                   | Sem. 12 22 novembre     | Sem. 13 29 novembre                            | Sem. 14 6 décembre        | Ap. Bowls 15 janvier    |    |
| ---------------------- | ---------------------- | -------------------------------- | ------------------------------------------------ | ------------------------ | ---------------------------------------- | ----------------------------------------- | --------------------- | ----------------------------- | ----------------------- | ----------------------- | ------------------------- | ------------------------------------- | ----------------------- | ---------------------------------------------- | ------------------------- | ----------------------- | -- |
| 1                      | Ohio State (61)        | Ohio State (1-0) (61)            | Ohio State (2-0) (59)                            | Ohio State (3-0) (42)    | Ohio State (4-0) (45)                    | Ohio State (5-0) (38)                     | Ohio State (6-0) (27) | Ohio State (7-0) (28)         | Ohio State (8-0) (39)   | Ohio State (8-0) (39)   | Clemson (9-0) (31)        | Clemson (10-0) (34)                   | Clemson (11-0) (55)     | Clemson (12-0) (53)                            | Clemson (13-0) (51)       | Alabama (14-1) (61)     | 1  |
| 2                      | TCU                    | Alabama (1-0)                    | Alabama (2-0)                                    | Michigan State (3-0) (7) | Michigan State (4-0) (5)                 | TCU (5-0) (5)                             | Baylor (5-0) (13)     | Baylor (6-0) (12)             | Baylor (7-0) (7)        | Baylor (7-0) (6)        | Ohio State (9-0) (26)     | Ohio State (10-0) (23)                | Alabama (10-1) (6)      | Alabama (11-1) (8)                             | Alabama (12-1) (9)        | Clemson (13-1) (55)     | 2  |
| 3                      | Alabama                | TCU (1-0)                        | TCU (2-0)                                        | Ole Miss (2-0) (11) ≈    | Ole Miss (3-0) (10)                      | Baylor (4-0) (10)                         | TCU (6-0) (3)         | Utah (6-0) (16)               | Clemson (7-0) (6)       | Clemson (8-0) (6)       | Alabama (8-1) (2)         | Alabama (9-1) (4)                     | Iowa (11-0)             | Oklahoma (11-1)                                | Michigan State (12-1) (1) | Stanford (12-2)         | 3  |
| 4                      | Baylor                 | Baylor (1-0)                     | Michigan State (2-0) (2)                         | TCU (3-0) ≈              | TCU (4-0)                                | Michigan State (5-0)                      | Utah (5-0) (16)       | TCU (7-0) (3)                 | LSU (7-0) (5)           | LSU (7-0) (5)           | Baylor (8-0) (2)          | Oklahoma State (10-0)                 | Notre Dame (10-1)       | Iowa (12-0)                                    | Oklahoma (11-1)           | Ohio State (12-1)       | 4  |
| 5                      | Michigan State         | Michigan State (1-0)             | Baylor (2-0)                                     | Baylor (2-0)             | Baylor (3-0)                             | Utah (4-0) (7)                            | Clemson (5-0) (1)     | LSU (6-0) (1)                 | TCU (7-0) (3)           | TCU (7-0) (4)           | Oklahoma State (9-0)      | Notre Dame (9-1)                      | Oklahoma (10-1)         | Michigan State (11-1)                          | Stanford (11-2)           | Oklahoma (11-2)         | 5  |
| 6                      | Auburn                 | Auburn (1-0)                     | USC (2-0)                                        | Notre Dame (3-0)         | Notre Dame (4-0)                         | Clemson (4-0)                             | LSU (5-0)             | Clemson (6-0)                 | Michigan State (8-0)    | Michigan State (8-0)    | Notre Dame (8-1)          | Iowa (10-0)                           | Michigan State (10-1)   | Ohio State (11-1)                              | Iowa (12-1)               | Michigan State (12-2)   | 6  |
| 7                      | Oregon                 | Oregon (1-0)                     | Georgia (2-0)                                    | Georgia (3-0)            | UCLA (4-0)                               | LSU (4-0)                                 | Michigan State (6-0)  | Michigan State (6-0)          | Alabama (7-1) (1)       | Alabama (8-1) (1)       | Stanford (8-1)            | Oklahoma (9-1)                        | Baylor (9-1)            | Stanford (10-2)                                | Ohio State (11-1)         | TCU (11-2)              | 7  |
| 8                      | USC                    | USC (1-0)                        | Notre Dame (2-0)                                 | LSU (2-0) (1)            | Georgia (4-0)                            | Alabama (4-1)                             | Florida (5-0)         | Alabama (6-1)                 | Stanford (6-1)          | Notre Dame (7-1)        | Iowa (9-0)                | Florida (9-1)                         | Ohio State (10-1)       | North Carolina (11-1)                          | Notre Dame (10-2)         | Houston (13-1)          | 8  |
| 9                      | Georgia                | Notre Dame (1-0)                 | Florida State (2-0)                              | UCLA (3-0)               | LSU (3-0)                                | Texas A&M (5-0) (1)                       | Texas A&M (5-0) (1)   | Florida State (6-0)           | Notre Dame (6-1)        | Stanford (7-1)          | LSU (7-1)                 | Michigan State (9-1)                  | Oklahoma State (10-1)   | Notre Dame (10-2)                              | Florida State (10-2)      | Iowa (12-2)             | 9  |
| 10                     | Florida State          | Georgia (1-0)                    | UCLA (2-0)                                       | Florida State (3-0)      | Utah (4-0) (1)                           | Oklahoma (4-0)                            | Alabama (5-1)         | Stanford (5-1)                | Iowa (7-0)              | Iowa (8-0)              | Utah (8-1)                | Baylor (8-1)                          | Florida (10-1)          | Florida State (10-2)                           | North Carolina (11-2)     | Ole Miss (10-3)         | 10 |
| 11                     | Notre Dame             | Florida State (1-0)              | Clemson (2-0)                                    | Clemson (3-0)            | Florida State (4-0)                      | Florida (5-0)                             | Florida State (5-0)   | Notre Dame (6-1)              | Florida (6-1)           | Florida (7-1)           | Florida (8-1)             | TCU (9-1)                             | North Carolina (10-1)   | TCU (10-2)                                     | TCU (10-2)                | Notre Dame (10-3)       | 11 |
| 12                     | Clemson                | Clemson (1-0)                    | Oregon (1-1)                                     | Alabama (2-1)            | Clemson (3-0)                            | Florida State (4-0)                       | Michigan (5-1)        | Iowa (7-0)                    | Oklahoma State (7-0)    | Oklahoma State (8-0)    | Oklahoma (8-1)            | North Carolina (9-1)                  | Michigan (9-2)          | Baylor (9-2)                                   | Northwestern (10-2)       | Michigan (10-3)         | 12 |
| 13                     | UCLA                   | UCLA (1-0)                       | LSU (1-0)                                        | Oregon (2-1)             | Alabama (3-1)                            | Northwestern (5-0)                        | Ole Miss (5-1)        | Florida (6-1)                 | Utah (6-1)              | Utah (7-1)              | TCU (8-1)                 | Houston (10-0)                        | Stanford (9-2)          | Northwestern (10-2)                            | Oklahoma State (10-2)     | Baylor (10-3)           | 13 |
| 14                     | LSU                    | LSU (0-0)                        | Georgia Tech (2-0)                               | Texas A&M (3-0)          | Texas A&M (4-0)                          | Ole Miss (4-1)                            | Notre Dame (5-1)      | Oklahoma State (6-0)          | Oklahoma (6-1)          | Oklahoma (7-1)          | Michigan State (8-1)      | Michigan (8-2)                        | Florida State (9-2)     | Oklahoma State (10-2)                          | Houston (12-1)            | Florida State (10-3)    | 14 |
| 15                     | Arizona State          | Georgia Tech (1-0)               | Ole Miss (1-0)                                   | Oklahoma (3-0)           | Oklahoma (3-0)                           | Notre Dame (4-1)                          | Stanford (4-1)        | Michigan (5-2) ≈              | Michigan (5-2)          | Memphis (8-0)           | Michigan (7-2)            | Stanford (8-2)                        | TCU (9-2)               | Oregon (9-3)                                   | Oregon (9-3)              | North Carolina (11-3)   | 15 |
| 16                     | Georgia Tech           | Texas A&M (1-0)                  | Oklahoma (2-0)                                   | Arizona (3-0)            | Northwestern (4-0)                       | Stanford (4-1)                            | Oklahoma State (6-0)  | Texas A&M (5-1) ≈             | Memphis (7-0)           | Michigan (6-2)          | Houston (9-0)             | Florida State (8-2)                   | Navy (9-1)              | Ole Miss (9-3)                                 | Ole Miss (9-3)            | LSU (9-3)               | 16 |
| 17                     | Ole Miss               | Ole Miss (1-0)                   | Texas A&M (2-0)                                  | Northwestern (3-0)       | USC (3-1)                                | USC (3-1)                                 | Iowa (6-0)            | Oklahoma (5-1)                | Florida State (6-1)     | Florida State (7-1)     | North Carolina (8-1)      | LSU (7-2)                             | Northwestern (9-2)      | Houston (11-1)                                 | Michigan (9-3)            | Utah (10-3)             | 17 |
| 18                     | Arkansas               | Arkansas (1-0)                   | Auburn (2-0)                                     | Utah (3-0)               | Stanford (3-1)                           | Michigan (4-1)                            | UCLA (4-1)            | Memphis (6-0)                 | Houston (7-0)           | Houston (8-0)           | UCLA (7-2)                | Utah (8-2)                            | Oregon (8-3)            | Florida (10-2)                                 | Baylor (9-3)              | Navy (11-2)             | 18 |
| 19                     | Oklahoma               | Oklahoma (1-0)                   | BYU (2-0)                                        | USC (2-1)                | Wisconsin (3-1)                          | Georgia (4-1)                             | Oklahoma (4-1)        | Toledo (6-0)                  | Ole Miss (6-2)          | Ole Miss (7-2)          | Florida State (7-2)       | Navy (8-1)                            | Ole Miss (8-3)          | Michigan (9-3)                                 | Florida (10-3)            | Oregon (9-4)            | 19 |
| 20                     | Wisconsin              | Boise State (1-0)                | Arizona (2-0)                                    | Georgia Tech (2-1)       | Oklahoma State (4-0)                     | UCLA (4-1)                                | Northwestern (5-1)    | California (5-1)              | Toledo (7-0)            | Toledo (7-0)            | Mississippi State (7-2)   | Northwestern (8-2)                    | Washington State (8–3)  | Temple (10–2)                                  | Utah (9-3)                | Oklahoma State (10-3)   | 20 |
| 21                     | Stanford               | Missouri (1-0)                   | Utah (2-0)                                       | Stanford (2-1)           | Mississippi State (3-1)                  | Oklahoma State (5-0)                      | Boise State (5-1)     | Houston (6-0)                 | Temple (7-0)            | North Carolina (7-1)    | Temple (8-1)              | Wisconsin (8-2)                       | Houston (10-1)          | Utah (9-3)                                     | Navy (9-2)                | Wisconsin (10-3)        | 21 |
| 22                     | Arizona                | Arizona (1-0)                    | Missouri (2-0)                                   | Wisconsin (2-1) ≈        | Michigan (3-1)                           | Iowa (5-0)                                | Toledo (5-0)          | Temple (6-0)                  | Duke (5-1)              | UCLA (6-2)              | Navy (7-1)                | USC (7-3)                             | UCLA (8–3)              | Navy (9-2)                                     | LSU (8-3)                 | Tennessee (9–4)         | 22 |
| 23                     | Boise State            | Tennessee (1-0)                  | Northwestern(2-0)                                | BYU (2-1) ≈              | West Virginia (3-0)                      | California (5-0)                          | California (5-1)      | Duke (5-1)                    | Pittsburgh (6-1)        | Temple (7-1)            | Wisconsin (8-2)           | Oregon (7-3)                          | Mississippi State (8–3) | LSU (8-3)                                      | Wisconsin (9-3)           | Northwestern (10-3)     | 23 |
| 24                     | Missouri               | Utah (1-0)                       | Wisconsin (1-1)                                  | Oklahoma State (3-0)     | California (4-0)                         | Toledo (5-0)                              | Houston (5-0)         | Ole Miss (5-2)                | UCLA (5-2)              | Mississippi State (6-2) | Northwestern (7-2)        | Washington State (7–3)                | Toledo (9–1)            | USC (8-4)                                      | Temple (10–3)             | Western Kentucky (11–2) | 24 |
| 25                     | Tennessee              | Mississippi state (1-0)          | Oklahoma State (2-0)                             | Missouri (3-0)           | Florida (4-0)                            | Boise State (4-1)                         | Duke (5-1)            | Pittsburgh (5-1)              | Mississippi State (6-2) | Texas A&M (6-2)         | Memphis (8-1)             | Ole Miss (7-3)                        | Temple (9–2)            | Wisconsin (9-3)                                | Western Kentucky (11–2)   | Florida (10-4)          | 25 |
| A.P.                   | Présaison 23 août      | Sem. 1 8 septembre               | Sem. 2 13 septembre                              | Sem. 3 20 septembre      | Sem. 4 27 septembre                      | Sem. 5 4 octobre                          | Sem. 6 11 octobre     | Sem. 7 18 octobre             | Sem. 8 25 octobre       | Sem. 9 1er novembre     | Sem. 10 8 novembre        | Sem. 11 15 novembre                   | Sem. 12 22 novembre     | Sem. 13 29 novembre                            | Sem. 14 6 décembre        | Ap. Bowls 15 janvier    |    |
| Sortis du classement : | Sortis du classement : | Arizona State Wisconsin Stanford | Arkansas Boise State Tennessee Mississippi state | Auburn                   | Oregon Arizona Georgia Tech BYU Missouri | Wisconsin Mississippi State West Virginia | USC Georgia           | UCLA Northwestern Boise State | Texas A&M California    | Duke Pittsburgh         | Ole Miss Toledo Texas A&M | UCLA Mississippi State Temple Memphis | LSU USC Utah Wisconsin  | Washington State UCLA Mississippi State Toledo | USC                       | Temple                  |    |

## Classements Coaches'Poll
| C.P.                     | Présaison 30 juillet     | Sem. 1 8 septembre     | Sem. 2 13 septembre            | Sem. 3 20 septembre      | Sem. 4 27 septembre                  | Sem. 5 4 octobre                                 | Sem. 6 11 octobre        | Sem. 7 18 octobre             | Sem. 8 25 octobre     | Sem. 9 1er novembre     | Sem. 10 8 novembre        | Sem. 11 15 novembre                    | Sem. 12 22 novembre     | Sem. 13 29 novembre                     | Sem. 14 6 décembre    | Ap. Bowls 15 janvier  |    |
| ------------------------ | ------------------------ | ---------------------- | ------------------------------ | ------------------------ | ------------------------------------ | ------------------------------------------------ | ------------------------ | ----------------------------- | --------------------- | ----------------------- | ------------------------- | -------------------------------------- | ----------------------- | --------------------------------------- | --------------------- | --------------------- | -- |
| 1                        | Ohio State (62)          | Ohio State (1-0) (63)  | Ohio State (2-0) (62)          | Ohio State (3-0) (61)    | Ohio State (4-0) (61)                | Ohio State (5-0) (50)                            | Ohio State (6-0) (47)    | Ohio State (7-0) (45)         | Ohio State (8-0) (49) | Ohio State (8-0) (48)   | Ohio State (9-0) (34)     | Clemson (10-0) (28)                    | Clemson (11–0) (58)     | Clemson (12–0) (53)                     | Clemson (13–0) (55)   | Alabama (14–1) (56)   | 1  |
| 2                        | TCU (1)                  | Alabama (1-0) (1)      | Alabama (2-0) (1)              | TCU (3-0)                | Michigan State (4-0) (2)             | TCU (5-0) (4)                                    | Baylor (5-0) (8)         | Baylor (6-0) (12)             | Baylor (7-0) (10)     | Baylor (7-0) (9)        | Clemson (9-0) (21)        | Ohio State (10-0) (32)                 | Alabama (10-1) (5)      | Alabama (11-1) (8)                      | Alabama (12-1) (5)    | Clemson (14-1)        | 2  |
| 3                        | Alabama (1)              | TCU (1-0)              | TCU (2-0)                      | Michigan State (3-0) (3) | TCU (4-0)                            | Michigan State (5-0) (1)                         | TCU (6-0) (5)            | TCU (7-0) (4)                 | TCU (7-0) (2)         | TCU (8-0) (4)           | Baylor (8-0) (5)          | Alabama (9-1) (4)                      | Iowa (11-0) (1)         | Iowa (12-0) (1)                         | Oklahoma (11-1)       | Stanford (12-2)       | 3  |
| 4                        | Baylor                   | Baylor (1-0)           | Michigan State (2-0)           | Baylor (2-0)             | Baylor (3-0)                         | Baylor (4-0) (5)                                 | Michigan State (6-0) (1) | Michigan State (7-0)          | LSU (7-0) (1)         | LSU (7-0) (1)           | Alabama (8-1) (3)         | Oklahoma State (10-0)                  | Notre Dame (10-1)       | Oklahoma (11-1) (3)                     | Michigan State (12-1) | Ohio State (12-1)     | 4  |
| 5                        | Oregon                   | Oregon (1-0)           | Baylor (2-0)                   | Ole Miss (3-0)           | Ole Miss (4-0) (1)                   | LSU (4-0) (1)                                    | LSU (5-0) (1)            | LSU (6-0) (1)                 | Michigan State (8-0)  | Clemson (8-0) (2)       | Oklahoma State (9-0)      | Notre Dame (9-1)                       | Oklahoma (10-1)         | Michigan State (11-1)                   | Ohio State (11-1)     | Oklahoma (11-2)       | 5  |
| 6                        | Michigan State           | Michigan State (1-0)   | Florida State (2-0)            | Georgia (3-0)            | Georgia (4-0)                        | Clemson (4-0)                                    | Clemson (5-0)            | Clemson (6-0)                 | Clemson (7-0) (1)     | Michigan State (8-0)    | Notre Dame (8-1)          | Iowa (10-0)                            | Michigan State (10-1)   | Ohio State (11-1)                       | Stanford (11-2)       | Michigan State (12-2) | 6  |
| 7                        | Auburn                   | Auburn (1-0)           | USC (2-0)                      | Florida State (3-0)      | Notre Dame (4-0)                     | Utah (4-0) (1)                                   | Utah (5-0) (1)           | Utah (6-0) (1)                | Alabama (7-1)         | Alabama (7-1)           | Stanford (8-1)            | Oklahoma (9-1)                         | Baylor (9-1)            | Stanford (10-2)                         | Iowa (12-1)           | TCU (11-2)            | 7  |
| 8                        | Florida State            | Florida State (1-0)    | Georgia (2-0)                  | Notre Dame (3-0)         | LSU (3-0)                            | Florida State (4-0)                              | Florida State (5-0)      | Alabama (6-1)                 | Stanford (6-1)        | Stanford (7-1)          | Iowa (9-0)                | Florida (9-1)                          | Ohio State (10-1)       | North Carolina (11-1)                   | Florida State (10-2)  | Houston (13-1)        | 8  |
| 9                        | Georgia                  | Georgia (1-0)          | Clemson (2-0)                  | LSU (2-0)                | Florida State (3-0)                  | Oklahoma (4-0)                                   | Alabama (5-1)            | Florida State (6-0)           | Notre Dame (6-1)      | Notre Dame (7-1)        | LSU (7-1)                 | Michigan State (9-1)                   | Florida (10-1)          | Florida State (10-2)                    | Notre Dame (10-2)     | Ole Miss (10–3)       | 9  |
| 10                       | USC                      | USC (1-0)              | Notre Dame (2-0)               | Clemson (3-0)            | UCLA (4-0)                           | Alabama (4-1)                                    | Texas A&M (5-0)          | Notre Dame (7-1)              | Oklahoma State (7-0)  | Oklahoma State (8-0)    | Florida (8-1)             | Baylor (8-1)                           | Oklahoma State (10-1)   | Notre Dame (10-2)                       | TCU (10-2)            | Iowa (12-2)           | 10 |
| 11                       | Notre Dame               | Notre Dame (1-0)       | Ole Miss (2-0)                 | UCLA (3-0)               | Clemson (3-0)                        | Texas A&M (5-0)                                  | Florida (6-0)            | Stanford (5-1)                | Iowa (7-0)            | Iowa (8-0)              | Oklahoma (8-1)            | TCU (9-1)                              | North Carolina (10-1)   | TCU (10-2)                              | North Carolina (11-2) | Michigan (10-3)       | 11 |
| 12                       | Clemson                  | Clemson (1-0)          | UCLA (2-0)                     | Alabama (2-1)            | Utah (4-0)                           | Florida (5-0)                                    | Ole Miss (5-1)           | Oklahoma State (6-0)          | Florida (6-1)         | Florida (7-1)           | TCU (8-1)                 | North Carolina (9-1)                   | Michigan (9-2) ≈        | Baylor (9-2)                            | Northwestern (10-2)   | Notre Dame (10-3)     | 12 |
| 13                       | LSU                      | UCLA (1-0)             | Oregon (1-1)                   | Oregon (2-1)             | Alabama (3-1)                        | Ole Miss (4-1)                                   | Notre Dame (5-1)         | Iowa (7-0)                    | Oklahoma (6-1)        | Oklahoma (7-1)          | Utah (8-1)                | Michigan (8-2)                         | Stanford (9-2) ≈        | Northwestern (10-2)                     | Oklahoma State (10-2) | Baylor (10-3)         | 13 |
| 14                       | UCLA                     | Ole Miss (1-0)         | LSU (1-0)                      | Oklahoma (3-0)           | Oklahoma (3-0)                       | Northwestern (5-0)                               | Michigan (5-1)           | Florida (6-1)                 | Utah (6-1)            | Utah (7-1) (1)          | Michigan State (8-1)      | Houston (10-0)                         | Florida State (9-2)     | Oklahoma State (10-2)                   | Oregon (9-3)          | Florida State (10-3)  | 14 |
| 15                       | Ole Miss                 | LSU (0-0)              | Auburn (2-0)                   | Texas A&M (3-0)          | Texas A&M (4-0)                      | Notre Dame (4-1)                                 | Oklahoma State (6-0)     | Oklahoma (5-1)                | Florida State (6-1)   | Florida State (7-1)     | Michigan (7-2)            | Stanford (8-2)                         | Navy (9–1)              | Florida (10-2)                          | Ole Miss (9–3)        | North Carolina (11-3) | 15 |
| 16                       | Arizona State            | Georgia Tech (1-0)     | Georgia Tech (2-0)             | Arizona (3-0)            | USC (3-1)                            | Georgia (4-1)                                    | Stanford (4-1)           | Texas A&M (5-1)               | Memphis (7-0)         | Memphis (8-0)           | Houston (9-0)             | Florida State (8-2)                    | TCU (9-2)               | Oregon (9-3)                            | Houston (12-1)        | Utah (10-3)           | 16 |
| 17                       | Georgia Tech             | Oklahoma (1-0)         | Oklahoma (2-0)                 | Utah (3-0)               | Northwestern (4-0)                   | USC (3-1)                                        | Iowa (6-0)               | Memphis (6-0) ≈               | Michigan (5-2)        | Michigan (6-2)          | North Carolina (8-1)      | LSU (7-2)                              | Northwestern (9-2)      | Ole Miss (9–3)                          | Michigan (9-3)        | LSU (9-3)             | 17 |
| 18                       | Wisconsin                | Arkansas (1-0)         | Texas A&M (2-0)                | USC (2-1)                | Wisconsin (3-1)                      | Stanford (4-1)                                   | UCLA (4-1)               | Michigan (5-2) ≈              | Duke (6-1)            | Houston (8-0)           | UCLA (7-2)                | Utah (8-2)                             | Oregon (8-3)            | Houston (11-1)                          | Florida (10-3)        | Navy (11–2)           | 18 |
| 19                       | Oklahoma                 | Texas A&M (1-0)        | Arizona (2-0)                  | Northwestern (3-0)       | Oklahoma State (4-0)                 | Oklahoma State (5-0)                             | Oklahoma (4-1)           | California (5-1)              | Houston (7-0)         | Ole Miss (7-2)          | Florida State (7-2)       | Navy (8–1)                             | Ole Miss (8–3)          | Michigan (9-3)                          | Baylor (9-3)          | Oklahoma State (10-3) | 19 |
| 20                       | Arkansas                 | Arizona (1-0)          | Missouri (2-0)                 | Georgia Tech (2-1)       | Stanford (3-1)                       | UCLA (4-1)                                       | Boise State (5-1)        | Toledo (6-0)                  | Toledo (7-0)          | Toledo (7-0)            | Mississippi State (7–2)   | Wisconsin (8–2)                        | Washington State (8–3)  | Utah (9-3)                              | Utah (9-3)            | Oregon (9-4)          | 20 |
| 21                       | Stanford                 | Missouri (1-0)         | Utah (2-0)                     | Wisconsin (2-1)          | West Virginia (3-0)                  | Michigan (4-1)                                   | Northwestern (5-1)       | Duke (5-1)                    | Ole Miss (6-2)        | North Carolina (7-1)    | Temple (8-1)              | Northwestern (8-2)                     | Houston (10-1)          | Temple (10-2)                           | LSU (8-3)             | Wisconsin (10-3)      | 21 |
| 22                       | Arizona                  | Boise State (1-0)      | BYU (2-0)                      | Oklahoma State (3-0)     | Mississippi State (3-1)              | California (5-0)                                 | Memphis (5-0)            | Houston (6-0)                 | Temple (7-0)          | UCLA (6-2)              | Wisconsin (8–2)           | Oregon (7-3)                           | Mississippi State (8–3) | Navy (9–2)                              | Navy (9–2)            | Northwestern (10-3)   | 22 |
| 23                       | Missouri                 | Tennessee (1-0)        | Wisconsin (1-1)                | Missouri (3-0)           | Florida (4-0)                        | Iowa (5-0)                                       | California (5-1)         | Ole Miss (5-2)                | Georgia (5–2)         | Temple (7-1)            | Navy (7–1)                | Washington State (7–3)                 | UCLA (8-3)              | LSU (8-3)                               | Wisconsin (9-3        | Tennessee (9-4)       | 23 |
| 24                       | Boise State              | Wisconsin (0-1)        | Northwestern (2-0)             | Stanford (2-1)           | California (4-0) ≈                   | Boise State (4-1)                                | Duke (5-1)               | Temple (6-0)                  | Pittsburgh (6–1)      | Texas A&M (6-2)         | Northwestern (7-2)        | USC (7-3)                              | Temple (9-2)            | USC (8-4)                               | Temple (9-3)          | Georgia (10-3)        | 24 |
| 25                       | Tennessee                | Utah (1-0)             | Oklahoma State (2-0)           | Auburn (2-1)             | Oregon (2-2) ≈                       | Memphis (5-0)                                    | Toledo (6-0)             | Georgia (5–2)                 | UCLA (5-2)            | Mississippi State (6–2) | Memphis (8-1)             | Ole Miss (7–3) Mississippi State (7–3) | Utah (8-3)              | Wisconsin (9-3)                         | Georgia (10-3)        | Florida (10-4)        | 25 |
| C.P.                     | Présaison 30 juillet     | Sem. 1 8 septembre     | Sem. 2 13 septembre            | Sem. 3 20 septembre      | Sem. 4 27 septembre                  | Sem. 5 4 octobre                                 | Sem. 6 11 octobre        | Sem. 7 18 octobre             | Sem. 8 25 octobre     | Sem. 9 1er novembre     | Sem. 10 8 novembre        | Sem. 11 15 novembre                    | Sem. 12 22 novembre     | Sem. 13 29 novembre                     | Sem. 14 6 décembre    | Ap. Bowls 15 janvier  |    |
| Sorti(s) du classement : | Sorti(s) du classement : | Arizona State Stanford | Arkansas Boise State Tennessee | BYU                      | Arizona Georgia Tech Missouri Auburn | Wisconsin West Virginia Oregon Mississippi State | Georgia USC              | UCLA Boise State Northwestern | Texas A&M California  | Duke Georgia Pittsburgh | Ole Miss Toledo Texas A&M | UCLA Temple Memphis                    | LSU Wisconsin USC       | Washington State Mississippi State UCLA | USC                   | Temple                |    |